# エミール・フィッシャー
ヘルマン・エミール・フィッシャー（Hermann Emil Fischer、1852年10月9日 - 1919年7月15日）は、ドイツの化学者。1902年にノーベル化学賞を受賞した。エステル合成法（フィッシャーエステル合成反応）の発見やフィッシャー投影式の発案で知られている。

## 生涯

### 生い立ち
ケルン近郊のオイスキルヒェンで、実業家の息子として生まれる。本人は自然科学の研究者となることを望んでいたが、父親が事業を手伝うことを強制した。しかし、商売に不向きな性格であることが判明し、父親もあきらめた。1872年、ボン大学で学び始めたが同年中にストラスブール大学に転校。1874年、フタレインの研究で博士号を取得し、大学で職を得た。

### 経歴
1875年、フォン・バイヤーがミュンヘン大学のリービッヒの後任として招請され、フィッシャーも有機化学の助手としてついて行った。
1878年、ミュンヘン大学の員外講師となり、1879年には分析化学の助教授となった。同年、アーヘンでの化学の教授職を提供されたが、断わっている。
1881年、エアランゲン大学の化学の教授に就任。1883年には Badische Anilin- und Soda-Fabrik という企業の化学工場の監督を依頼されたが、学界に残ることを選択した。
1885年、ヴュルツブルク大学の化学の教授に就任し、1892年まで務めた。ベルリン大学のA・W・ホフマンの後任として招請され、同大学化学部長となり、1919年に亡くなるまで務めた。

### 研究
特に有機化学の分野で活躍した。フィッシャー投影式の発案、などの功績がある。
1875年、フェニルヒドラジンを発見。ミュンヘンでも彼の後を追ってやってきたいとこのオットー・フィッシャーと共にヒドラジン誘導体の研究を続け、トリフェニルメタンから染料を作ることが出来るという新たな理論を構築し、実験でそれを証明した。
エアランゲンでは、茶・コーヒー・チョコレートの有効成分、すなわちカフェインとテオブロミンを研究し、この分野の一連の化合物の構成を特定し、最終的にそれらを合成した。
フィッシャーの名声を高めたのは、プリンと糖の研究である。1882年から1906年にかけて行われたその研究では、様々な物質を扱っている。当時よくわかっていなかったアデニンやキサンチン、植物由来のカフェイン、動物の排泄物に由来する尿酸やグアニンなどである。いずれも二環式の含窒素複素環構造を基本として、それぞれ異なる位置にヒドロキシ基やアミンがあり、そこに独特な尿素類も含まれる。これらの基本となる仮説上の物質をフィッシャーが1884年にプリン (purine) と名付け、1898年に合成に成功した。1882年から1896年にかけて、フィッシャーの実験室では様々なプリン誘導体が合成された。
1884年からフィッシャーは糖についての重要な研究を開始し、それまでの知識を一変させ、新たな渾然一体となった知識を獲得するものとなった。1880年より以前からグルコースがアルデヒド基を持つことは知られていたが、フィッシャーは酸化によってアルドン酸になることやフェニルヒドラジンと反応させることでフェニルヒドラゾンとオサゾンを形成することなど一連の変換を明らかにした。1888年までにオサゾンまでの変換過程からグルコース、フルクトース、マンノースに関連があることを明らかにした。1890年、グルコン酸とマンノン酸の間でのエピ化により、糖類の立体的・異性体的性質を明らかにした。1891年から1894年、既知の糖類の立体構造を全て明らかにし、ファント・ホッフとル・ベルの1874年の不斉炭素原子の理論を巧妙に応用して、未知の異性体の存在を予言した。異性化により異なるヘキソースの間で相互合成を実現し、次いでペントース、ヘキソース、ヘプトースの間で相互の合成を実現し、彼の理論の価値を証明した。フィッシャーの最大の成果は、グリセリンを原料としてグルコース、フルクトース、マンノースを合成したことであり、1890年に成功した。
この糖についての重要な研究は1884年から1894にかけて行われ、特にグルコシドの研究が最も重要であり、他の研究はそこから発展した。
1899年から1908年にかけて、フィッシャーはタンパク質の研究で成果を収めた。彼は個々のアミノ酸を分離し特定する効率的な分析手法を捜し求め、新たな環状アミノ酸プロリンとヒドロキシプロリンを発見した。彼はまた、様々な光学活性のアミノ酸からタンパク質を合成する研究も行っている。彼はアミノ酸を鎖状に結合するペプチド結合の技法を確立し、ジペプチド、トリペプチドといったペプチドの合成に成功した。1901年には Ernest Fourneau と共同でジペプチドの一種グリシルグリシンの合成に成功。また同年、カゼインの加水分解についての研究を発表。自然界にあるアミノ酸を実験室で作り出し、新たなものも発見した。フィッシャーのオリゴペプチド合成は最高でオクトデカペプチドまで到達し、その特性は自然界のタンパク質とよく似ていた。このような業績とその後の研究によりタンパク質についての理解が深まり、その後の研究の基礎を築いた。
他にもフィッシャーは休日にシュヴァルツヴァルトで採集した地衣類の酵素や化学物質を研究したり、皮なめしに使われる物質を研究したり、晩年には脂肪を研究したりした。1890年には、基質と酵素の相互作用を視覚的に表す「錠と鍵のモデル」を提案した。ただし、その後の酵素の研究により、このモデルは必ずしも正しくないことが判明している。
フィッシャーはグルコースなどの糖やカフェインなどのプリンを合成したことで有機合成化学の先駆者とされている。

### 私生活
18歳のとき、ボン大学に入学する前にフィッシャーは胃炎を患った。エアランゲン大学在籍中の最後の方でも胃炎が再発し、ヴュルツブルク大学に移籍する前に1年間チューリッヒで休暇を過ごさないかというチューリッヒ工科大学在職中のヴィクトル・マイヤーの申し出も断わらざるを得なかった。
記憶力が優れていたが、話し下手で、原稿を書いて丸暗記して講演するというやり方をとっていた。
ヴュルツブルクでは散歩を趣味とし、シュヴァルツヴァルトにもよく通った。管理職となってからは、特にベルリンで化学だけでなく科学全般について基盤確立の重要性を頑強に主張した。科学的問題についての鋭敏な理解や直観、真理を愛する姿勢や仮説を実験で証明しようとする姿勢から、真の偉大な科学者の1人とされている。
1888年にエアランゲン大学の解剖学の教授の娘だったアグネス・ゲルラッハと結婚、7年後に妻を髄膜炎で亡くした。アグネスとの間に3人の息子をもうけたが、三男のアルフレドは第一次世界大戦従軍中にチフスで死去、次男ウォルターも病弱から徴兵訓練を断念したことに加え鬱病になり25歳で自殺した。フィッシャー自身もフェニルヒドラジンの接触から癌を患ったばかりか鬱病を併発し、1919年にベルリンで自殺している。長男のヘルマン・オットー（1888年-1960年）はカリフォルニア大学バークレー校で1948年から亡くなる1960年まで生化学の教授を務めた。

## 受賞・栄誉
- 1890年 - デービーメダル
- 1902年 - ノーベル化学賞
- 1909年 - ヘルムホルツ・メダル
- 1913年 - エリオット・クレッソン・メダル

フィッシャーはプロイセン枢密顧問官 (Excellenz) に選ばれ、いくつかの大学から名誉博士号を贈られている。また、プール・ル・メリット科学芸術勲章とマクシミリアン勲章を受章。
1919年に亡くなると、ドイツ科学会がエミール・フィッシャー記念メダルを創設した。

## フィッシャー由来の名称
様々な化学反応や化学における概念にフィッシャーの名がつけられている。
- フィッシャーのインドール合成
- フィッシャー投影式
- フィッシャーのオキサゾール合成
- フィッシャーのペプチド合成
- フィッシャーエステル合成反応
- フィッシャーグリコシド化

なお、フィッシャー・トロプシュ法は全く別人の Franz Emil Fischer の名を冠したものである。